# A Little Brother of the Rich (film 1915)
A Little Brother of the Rich è un film muto del 1915 diretto da Otis Turner. Prodotto dalla Universal Film Manufacturing Company, aveva come interpreti Hobart Bosworth, Jane Novak, Hobart Henley, Maude George, Albert MacQuarrie.
La sceneggiatura, firmata dallo stesso regista e da Hobart Bosworth, si basa sul romanzo A Little Brother of the Rich (1908) di Joseph Medill Patterson pubblicato a New York nel 1908. Il romanzo fu lo spunto anche per il lavoro teatrale omonimo scritto da Patterson insieme a Harriet Ford, una commedia drammatica che andò in scena a Broadway il 27 dicembre 1909 e che fu adattata per lo schermo nel 1919 per un altro A Little Brother of the Rich che, diretto da Lynn Reynolds, fu interpretato da J. Barney Sherry e Kathryn Adams.

## Trama
All'università, Paul Potter frequenta i rampolli delle famiglie più ricche e potenti: i suoi amici disapprovano che sia fidanzato con la semplice Sylvia Castle, una ragazza della sua città, e lo spingono a intrecciare una relazione con Muriel Evers, una signora sposata dell'alta società. Dopo che Sylvia lo lascia libero, rompendo il fidanzamento, Paul sposa Muriel, che ha divorziato dal marito. Ma il matrimonio non è felice e ben presto Paul scoprirà l'infedeltà della moglie.
Intanto Sylvia, dopo la morte di suo padre, rovinato finanziariamente, comincia una carriera di attrice. Il suo insegnante, Henry Leamington, è un attore alcolizzato che, per amore della ragazza, smette di bere. Però, Sylvia, ancora innamorata di Paul, ritorna a frequentarlo dopo che lui è tornato a cercarla. L'unico ostacolo tra i due sembra essere adesso Muriel. Ma dopo che quest'ultima muore in un incidente automobilistico, Paul ritorna libero. La notizia deprime Henry che ricomincia a bere. Paul, però, non vuole sposare Sylvia: in camerino, le chiede, anzi, di diventare la sua amante. Quando la donna rifiuta l'offensiva proposta, nel sentirla Henry ha uno scatto di orgoglio e, quella sera, offre una interpretazione talmente superba da conquistare anche Sylvia che accetta di diventare sua moglie.

## Produzione
Il film fu prodotto dall'Universal Film Manufacturing Company.

## Distribuzione
Il copyright, richiesto dalla Universal, fu registrato il 26 agosto 1915 con il numero LP6201.

Distribuito dall'Universal Film Manufacturing Company, il film uscì nelle sale cinematografiche degli Stati Uniti il 6 settembre 1915.
Non si conoscono copie ancora esistenti della pellicola che viene considerata presumibilmente perduta.